# Nicasius von Reims

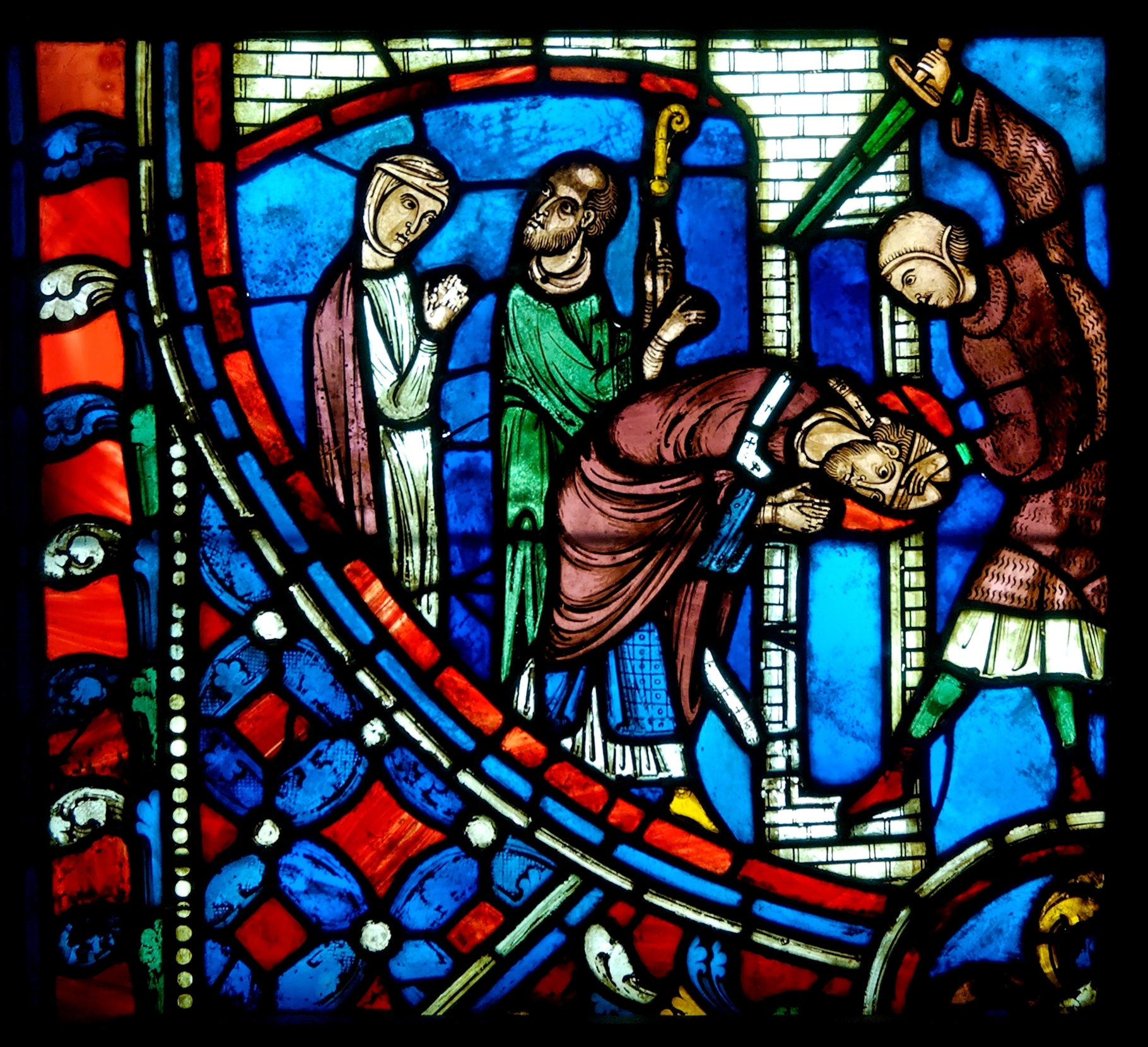
Teil eines Glasfensters mit dem Martyrium des hl. Nicasius aus der Kathedrale von Soissons (13. Jh.)

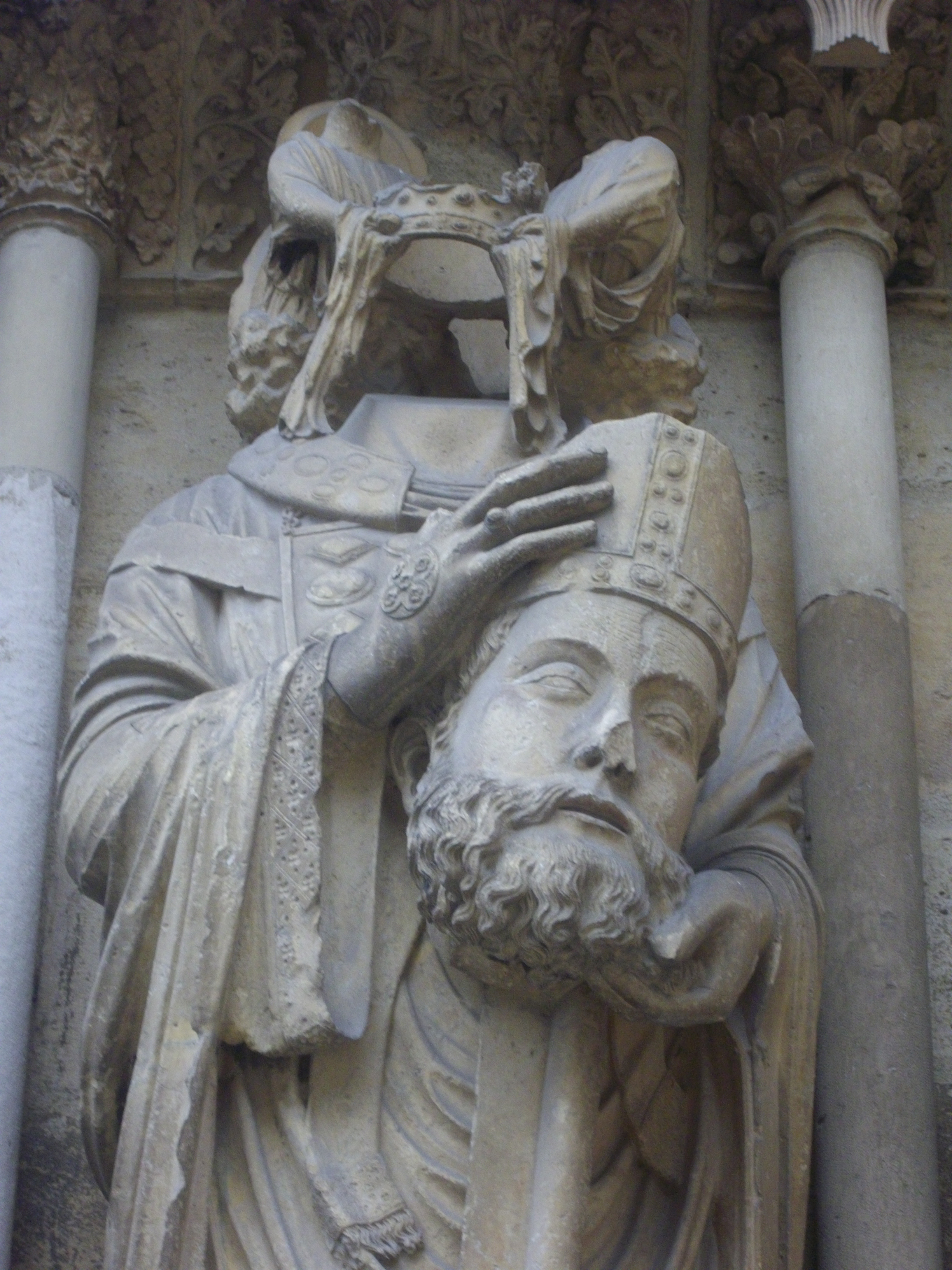
Hl. Nicasius am Nordquerhausportal der Kathedrale von Reims (13. Jh.)

Nicasius von Reims († 407 oder 451) war von 400 bis zu seinem Tod Bischof von Reims. Er ist neben Remigius (Saint-Remi † 533) der bedeutendste Heilige der Stadt und gehört zur Gruppe der Cephalophoren („Kopfträger“).

## Vita
Über das Leben und die Taten des hl. Nicasius ist nur wenig bekannt; er war jedoch der Auftraggeber des Vorgängerbaus der heutigen Kathedrale. Er wurde – zusammen mit seinem Diakon Jucundus und seinem Lektor Florentius sowie seiner Schwester Eutropia – im Verlauf der Vandalen- oder Hunneneinfälle (407 oder 451) durch das Schwert getötet. Mit dem abgeschlagenen Kopf unter dem Arm soll er Gott preisend weiter gelaufen sein.

## Verehrung
Die Reliquien des hl. Nicasius werden in Reims und in der Abtei Saint-Vaast bei der Stadt Arras verehrt. Er gilt als Helfer gegen die Pocken.

## Darstellung
Der hl. Nicasius wurde nur selten dargestellt. Die bekanntesten Darstellungen befinden sich am nördlichen Querhausportal der Kathedrale von Reims. Weitere Darstellungen sind der Altar der Heiligen Sippe (1503) des Meisters der heiligen Sippe und das Triptychon mit dem Tod Mariens (1515) von Joos van Cleve, beide im Wallraf-Richartz-Museum ausgestellt.